# Lista de universidades da Alemanha

## A
- Universidade Técnica de Aachen
- Universidade de Augsburgo

## B
- Universidade de Bamberg
- Universidade de Bayreuth
- Universidade Humboldt de Berlim
- Universidade Livre de Berlim
- Universidade Técnica de Berlim
- Universidade de Bielefeld
- Universidade de Bochum
- Universidade de Bonn
- Universidade Técnica de Braunschweig
- Universidade de Bremen

## C
- Universidade Técnica de Chemnitz
- Universidade Técnica de Clausthal
- Universidade de Coblença-Landau
- Universidade de Colônia
- Universidade de Constança
- Universidade Técnica de Cottbus

## D
- Universidade Técnica de Darmstadt
- Universidade Técnica de Dortmund
- Universidade Técnica de Dresden
- Universidade de Duisburgo-Essen
- Universidade de Düsseldorf

## E
- Universidade Católica de Eichstätt-Ingolstadt
- Universidade de Erfurt
- ESCP Business School Wirtschaftshochschule Berlin
- Universidade de Erlangen-Nuremberga
- Universidade de Essen
- Universidade de Estugarda

## F
- Universidade de Flensburg
- Universidade de Francoforte
- Universidade de Francoforte do Óder
- Universidade Técnica de Freiberga
- Universidade de Freiburg

## G
- Universidade de Giessen
- Universidade de Gotinga
- Universidade de Greifswald

## H
- Universidade de Halle-Wittenberg
- Universidade de Hamburgo
- Universidade Técnica de Hamburgo
- Universidade de Hanôver
- Universidade de Heidelberg
- Universidade de Hohenheim

## I
- Universidade Técnica de Ilmenau
- Instituto de Tecnologia de Karlsruhe

## J
- Universidade de Jena

## K
- Universidade Técnica de Kaiserslautern

- Universidade de Kassel
- Universidade de Kiel
- Kühne Logistics University

## L
- Universidade de Leipzig
- Universidade de Ciências Aplicadas Lippe e Höxter
- Universidade de Lübeck

## M
- Universidade de Magdeburgo
- Universidade de Mogúncia
- Universidade de Mannheim
- Universidade de Marburg
- Universidade Técnica de Munique
- Universidade de Munique
- Universidade de Münster, Westfälische Wilhelms-Universität (WWU)

## N
- Universidade de Ciências Aplicadas Georg-Simon-Ohm Nuremberga

## O
- Universidade de Oldenburgo
- Universidade de Osnabrück

## P
- Universidade de Paderborn
- Universidade de Passau
- Universidade de Potsdam

## R
- Universidade de Ratisbona
- Universidade de Rostock

## S
- Universidade do Sarre
- Universidade de Siegen

## T
- Universidade de Trier
- Universidade de Tübingen

## U
- Universidade de Ulm

## W
- Universidade de Wuppertal
- Universidade de Würzburgo
- Universidade Witten/Herdecke